# Rochester Jr. Americans
Rochester Jr. Americans är ett amerikanskt juniorishockeylag som spelar i North American Hockey League (NAHL) sedan 2023. De spelar sina hemmamatcher i inomhusarenan Rochester Ice Center i Fairport i New York.
Rochester Jr. Americans spelade sin första match 8 september 2023 i North American Hockey League.